# Leonard Carlitz
Leonard Carlitz (født 26. december 1907, død 17. september 1999) var en amerikansk matematiker. Carlitz var akademisk vejleder for 44 doktorgrader ved Duke University og har udgivet over 770 artikler.